# Aclimatación
Aclimatación, aclimatización o aclimatamiento es el proceso por el cual un organismo se adapta fisiológicamente a los cambios en su medio ambiente, que en general tienen relación directa con el clima. Se suele usar este término para referirse a procesos que ocurren durante un período corto, dentro del periodo vital de un organismo individual o grupo. Puede ser una situación puntual o representar parte de un ciclo periódico, como es el caso del crecimiento de pelo que experimentan algunos mamíferos durante el invierno. Los seres vivos pueden ajustar sus rasgos morfológicos, etológicos, físicos y/o bioquímicos en respuesta a cambios en su entorno. La capacidad de aclimatación a nuevos ambientes se ha comprobado en miles de especies. Sin embargo, no se conocen en profundidad los mecanismos que conducen a ella. [cita requerida]
Aunque a los términos aclimatación y aclimatizacion se le han dado diferentes significados, el glosario de términos de fisiología térmica adopta la siguiente definición para el término aclimatación: 

Cambios adaptativos que se producen en un organismo en respuesta a cambios inducidos experimentalmente, en particular a factores climáticos, como temperatura en un ambiente controlado.

Otros autores definen aclimatación como: 

Modificaciones facultativas en una característica fisiológica en respuesta a cambios en una variable ambiental en el laboratorio.

 En cambio, se utiliza el término aclimatización para el mismo tipo de cambios en el medio ambiente natural.
Estos cambios son el resultado de la plasticidad fenotípica y son reversibles. Por ejemplo: el color diferente del pelo de un mamífero en el invierno y en el verano.
El término aclimatación se refiere al mismo tipo de cambios pero que se producen en condiciones experimentales controladas, por ejemplo en el laboratorio donde se modifican uno o dos factores ambientales. Los cambios pueden producirse como respuesta al ambiente durante el desarrollo o por cambios ambientales a largo término durante la historia de vida del organismo. La respuesta puede ser beneficiosa, neutra o negativa.
En las investigaciones sobre la aclimatización y la aclimatación se pone énfasis en la biología molecular, la activación de genes inducida por el ambiente, las consecuencias sobre la ecología y la aptitud, como así también sobre sus costos.
La adaptación no debe confundirse con la aclimatización o la aclimatación; mientras que la aclimatización y la aclimatación son cambios fenotípicos, la adaptación es una modificación a nivel genético que se produce gradualmente por selección natural y que en general no es reversible. 

## Ejemplo: Aclimatización a la temperatura

### Aclimatización a la temperatura en ectotermos
La temperatura tiene gran influencia sobre la mayoría de las reacciones químicas de los organismos. A pesar de ello, muchos ectotermos tienen gran capacidad para mantener las funciones constantes dentro de un amplio rango de temperaturas corporales. Los cambios en la temperatura ambiental y/o en el fotoperíodo desencadenan la aclimatización y la compensación tiene lugar en todos los niveles de la función biológica, involucrando enzimas, células, órganos y el comportamiento.
La regulación de la expresión génica por la temperatura es crítica para la supervivencia y el éxito de los ectotermos en ambientes con variación térmica. Neuronas sensitivas al calor y neuronas sensitivas al frío son importantes en la detección de la temperatura pero no están bien estudiadas las rutas de señalización hasta la expresión génica.
Los efectos de la temperatura pueden visualizarse gráficamente por medio de las curvas tasa metabólica (o tasa de reacción) en función de la temperatura corporal (Fig. 1).

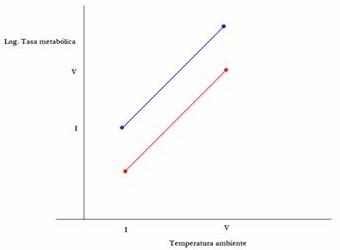
Figura1. Curvas Tasa Metabólica-Temperatura para un ectotermo hipotético aclimatado a temperaturas del verano (línea roja) o a temperaturas del invierno (línea azul). I: temperatura media de invierno y tasa metabólica media de invierno, V: temperatura media de verano o tasa metabólica media de verano. Se produce un desplazamiento hacia arriba o hacia abajo

La figura muestra la compensación de un animal ectotermo aclimatizado al verano (temperatura alta) o al invierno (temperatura baja). En los animales aclimatizados al frío la curva se desplaza hacia arriba o hacia la izquierda y en los aclimatizados al calor hacia abajo o hacia la derecha. Obsérvese que la compensación no es total y que el animal aclimatizado a la temperatura de invierno tiene en invierno una tasa metabólica menor que la del mismo animal en verano tras la aclimatización a la temperatura del verano, pero que la tasa metabólica es sustancialmente mayor a la que tendría si no se hubiese aclimatizado. En el caso representado las dos curvas presentan igual pendiente y la compensación puede considerarse como el desplazamiento vertical u horizontal de las curvas que relacionan la tasa metabólica con la temperatura, en otros casos puede cambiar la pendiente, es decir, tener diferente Q10 (Q10 se define como el incremento en la tasa de un proceso al aumentar la temperatura 10 °C), lo cual indica que las enzimas tienen diferente sensibilidad térmica.

#### Mecanismos de compensación de la temperatura
En la aclimatización a la temperatura están involucradas proteínas (enzimas) y lípidos de membrana. 
La aclimatización puede modular la respuesta de las enzimas de manera que su actividad se mantenga dentro de un amplio rango de temperaturas. Estos cambios compensatorios pueden ser: 
- Cuantitativos: aumento en la cantidad de una enzima. En este caso las curvas tienen igual pendiente (igual Q10). Este mecanismo es importante ante pequeños cambios de la temperatura pero ante grandes cambios es poco eficiente por encontrarse la actividad de la enzima fuera de su rango óptimo de temperatura.
- Cualitativos: la producción de diferentes formas de una enzima codificadas por diferentes loci (isozimas) y que difieren en la temperatura óptima (diferentes valores de Km) proporciona otro mecanismo que amplia el rango de temperatura de la función de las proteínas. Está afectado el Q10 y las curvas tienen diferente pendiente. La modificación de la capacidad catalítica origina un cambio en los costos metabólicos para el proceso bioquímico.[8]

Por ejemplo, John Baldwin y Peter Hochachka estudiaron la influencia de la temperatura en la actividad de la acetilcolinesterasa, una enzima que se produce en la sinapsis entre neuronas. Los investigadores encontraron que la trucha arcoíris, Oncorhynchus mykiss, produce dos formas de acetilcolinesterasa. Una forma tiene la mayor afinidad por la acetilcolina a 2 °C (temperatura del invierno); la otra forma tiene mayor actividad a 17 °C (temperatura del verano). Esto es, el pez utiliza diferentes formas de la misma enzima en invierno y verano.
La fluidez de las membranas es un atributo fisiológico importante dado que las proteínas de las membranas biológicas funcionan óptimamente cuando la membrana tiene la fluidez adecuada. La fluidez de la membrana está afectada por dos factores:
- La composición lípidica: A una determinada temperatura los lípidos saturados hacen a la membrana menos fluida y los lípidos insaturados la hacen más fluida.
- La temperatura: a cierta temperatura la membrana plasmática cambia de la fase sólida (gel) a la fase líquida y viceversa, este cambio de estado se denomina transición de fase, a medida que una bicapa lipídica se enfría por debajo de la temperatura de transición pierde la fluidez. En muchas especies ectotérmicas, la aclimatización permite que la fluidez se mantenga en un valor constante aunque haya cambiado la temperatura.  Esto se efectúa por cambios en los tipos de ácidos grasos que se encuentran en la membrana. Estos cambios son especialmente importantes en el sistema nervioso y permiten que el animal continue respondiendo rápidamente a estímulos incluso a bajas temperaturas.

Por ejemplo, en el pez Carassius auratus (gold fish) la relación de ácidos grasos saturados a insaturados en fosfolípidos de las membranas celulares de tejido del cerebro varía con la temperatura de aclimatación (Tabla 1). Así, tres clases de fosfolípidos (colina, etanolamina y serina inositol) tienen más ácidos grasos insaturados a bajas temperaturas de aclimatación.
Tabla 1. Composición de ácidos grasos (relación entre ácidos grasos saturados y ácidos grasos insaturados) de fosfolípidos de las membranas celulares de tejido del cerebro de Carassius auratus aclimatado a diferentes temperaturas.
| Temperatura (°C) | Colina | Etanolamina | Serina inositol |
| ---------------- | ------ | ----------- | --------------- |
| 5                | 0.66   | 0.34        | 0.46            |
| 25               | 0.82   | 0.51        | 0.63            |

Muchos animales ectotérmicos se enfrentan a temperaturas por debajo del punto de congelación de sus fluidos corporales ya sea diariamente o estacionalmente. Los problemas que se les plantean a estos animales durante los períodos de frío extremo incluyen cambios en la estructura de la membrana y las proteínas debido a cambios de fase de las moléculas, cambios en la concentración de electrolitos y otros solutos en los fluidos corporales y cambios en el metabolismo.
Una de las características más importantes de la aclimatización al frío extremo de los ectotermos es el control de la formación de hielo por medio de procesos a nivel bioquímico y fisiológico:
- Síntesis de sustancias crioprotectoras de bajo peso molecular (polioles, azúcares, aminoácidos libres) que controlan la formación de hielo por efecto coligativo o que estabilizan las membranas y proteínas a través de la acción no coligativa. En ectotermos aclimatizados al frío pueden encontrarse en muy altas concentraciones; por ejemplo, el escarabajo Rhagium inquisidor tiene concentraciones de glicerol mayores a 2 moles/l.[11] En general, la síntesis de polioles y otros crioprotectores no estaría bajo control hormonal, sino que estaría inducida directamente por la baja temperatura.[12]
- Síntesis de sustancias proteicas como especial adaptación al control de la formación de hielo: durante la aclimatización se induce la síntesis controlada de 1) agentes nucleantes que controlan la formación de hielo, produciéndose una congelación lenta y controlada y manteniéndose el balance hídrico y osmótico bajo la acción de los polioles, 2) proteínas anticongelantes o de histéresis térmica, estas proteínas se unen a los cristales de hielo bloqueando su superficie y deteniendo su crecimiento. Su presencia causa una histéresis térmica, una reducción del punto de congelación de los fluidos sin cambiar el punto de fusión, 3) enzimas antioxidantes que captan los radicales libres debidos al estrés oxidativo.[11][12]

En la aclimatización a temperaturas extremas altas, a nivel bioquímico se inducen proteínas de choque térmico (HSPs) que tienen un efecto protector. El aumento de la temperatura produce el desplegamiento de las proteínas que conduce a la formación de agregados y precipitados proteicos. La inducción de las HSPs comienza con la acumulación de un factor de transcripción (HSF) que regula hacia arriba ("upregulates") la transcripción  del ARN mensajero HSP. En ausencia de estrés por calor HSF existe como un monómero no funcional. La aclimatización al calor produce la asociación de múltiples monómeros en complejos triméricos que se unen directamente al ADN y regulan hacia arriba la transcripción. Las proteínas HSPs tienen las siguientes funciones:
- Actúan uniéndose a proteínas inestables, funcionando como proteína chaperona.
- Las chaperonas son necesarias para el plegamiento normal y correcto y para el montaje de proteínas específicas.
- Las chaperonas pueden disminuir la desnaturalización a temperaturas elevadas, conduciendo a una función constante.
- El mantenimiento de la estructura de las proteínas disminuye la identificación covalente y la destrucción de proteínas mal plegadas
- Evita el agregado de proteínas desnaturalizadas
- Promueve la renaturalización de proteínas desnaturalizadas.

Pese a que se ha prestado mayor atención a la síntesis de chaperonas inducidas por el calor el shock por frío también puede inducir su síntesis

### Aclimatización a la temperatura en endotermos
En endotermos la aclimatización a los cambios estacionales en la temperatura involucra:
- Cambio en el aislamiento: El aislamiento del pelaje va aumentando a medida que se va produciendo el crecimiento del pelo del verano al invierno. Un incremento en la longitud y densidad del pelaje podría actuar como un importante cambio compensatorio que minimizaría el alto costo de la endotermia durante períodos fríos. Bozinovic y colaboradores estudiaron cambios estacionales en la conductancia térmica (Conductancia = 1/Aislamiento) de varias especies de roedores cricétidos de Polonia, la Unión Soviética y los Andes de Chile Central, encontrando un rango de aumento en el aislamiento térmico de verano a invierno entre 11 y 20%[15]
- Cambio en la producción de calor. Para tolerar bajas temperaturas los animales endotermos deben asignar energía a la termorregulación. Este aumento en la capacidad de generar calor metabólico va acompañado por cambios estacionales en la tasa metabólica basal, la tasa metabólica máxima o por cambios en la capacidad de la termogénesis sin tiritar.

Los cambios de temperatura y el fotoperíodo actuarían como señales ambientales desencadenando los cambios estacionales.